# Плитвиця
Плитвиця (хорв. Plitvica) — річка в Хорватії, права притока річки Драви.

## Опис
Довжина — 65 км. Впадає у Драву біля населених пунктів Свята Марія і Великий Буковець, неподалік від озера Дубрава. Ширина річки складає від 2 до 8 м, середня ширина 4 м.